# Prinzenhöhle

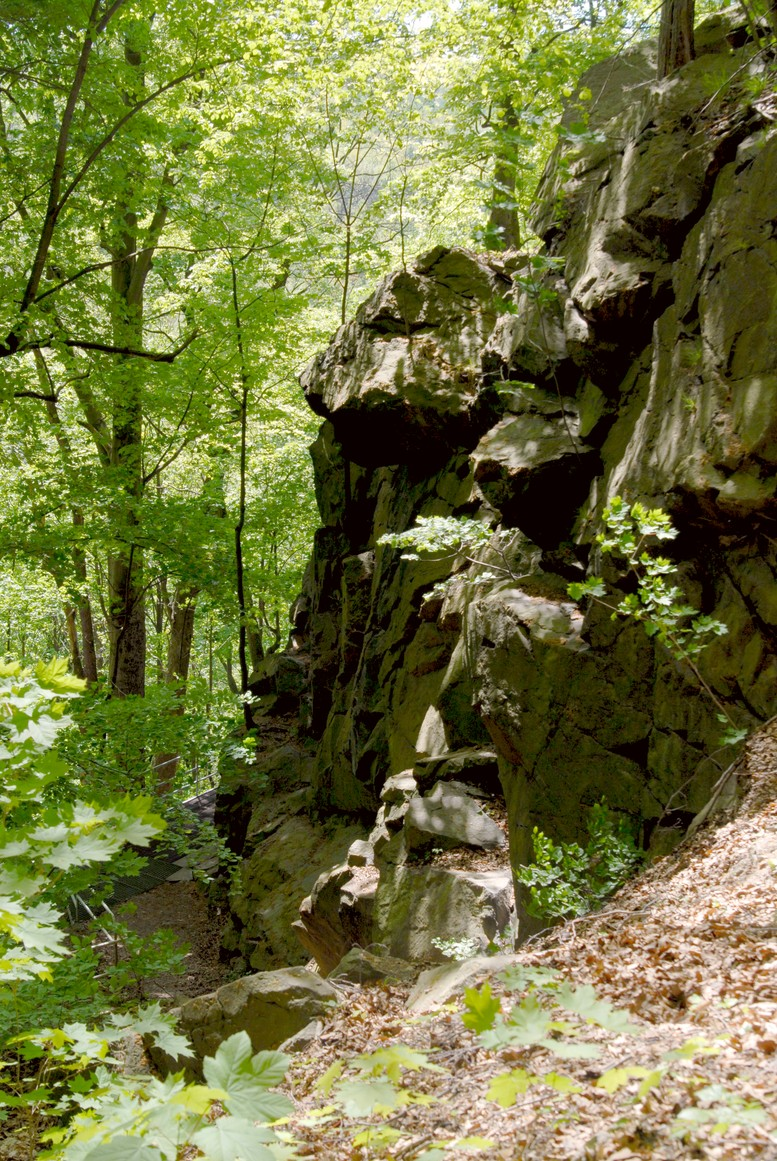
Skały u wejścia do Prinzenhöhle

Prinzenhöhle – korytarz skalny długości ok. 18 m położony w zachodniej części Rudaw (Saksonia, Niemcy).
Prinzenhöhle znajduje się w pobliżu ruin zamku Isenburg, na przeciwległym brzegu Zwickauer Mulde w Poppenwald, mniej więcej w połowie drogi pomiędzy miejscowościami Bad Schlema i Hartenstein. Korytarz ten jest średniowieczną sztolnią. W dniach 8–11 lipca 1455 r. rycerze Wilhelm von Mosen i Wilhelm von Schönfels ukryli w niej porwanego księcia Ernesta syna elektora Fryderyka II Łagodnego. Wydarzenie to było częścią porwania książąt z Altenburga.
Korytarz został ponownie odkryty w 1778 lub 1779 r. przez diakona z Hartenstein Johanna Friedricha Käuflera. Później wykonano inskrypcję przypominającą uwięzienie księcia Ernesta. Obecnie Prinzenhöhle wraz z położoną w pobliżu gospodą jest celem licznych wycieczek.